# Nazionale femminile di hockey su prato di Trinidad e Tobago
La nazionale di hockey su prato femminile di Trinidad e Tobago è la squadra femminile di hockey su prato rappresentativa di Trinidad e Tobago ed è posta sotto la giurisdizione della Trinidad & Tobago Hockey Federation.

## Partecipazioni

### Mondiali
- 1972-2006 - non partecipa

### Olimpiadi
- 1980-2008 - non partecipa

### Champions Trophy
- 1987-2009 - non partecipa

### Coppa panamericana
- 2001 - non partecipa
- 2004 - 8º posto
- 2009 - 4º posto